# Tiroteo en la escuela secundaria Olean
El tiroteo en la escuela secundaria Olean  fue un tiroteo escolar ocurrido el 30 de diciembre de 1974 en la escuela secundaria Olean, en Olean, Nueva York. El pistolero, Anthony F. Barbaro, de 17 años, estudiante de honor y miembro del equipo de rifle de la escuela, disparó indiscriminadamente a la gente de la calle desde las ventanas del tercer piso del edificio de la escuela. Tres personas murieron y otras 11 resultaron heridas durante el tiroteo.
El 1 de noviembre de 1975, Barbaro se ahorcó en su celda de la cárcel del condado de Cattaraugus.

## Tiroteo
El hecho comenzó durante la tarde del 30 de diciembre de 1974, cuando Barbaro salió de su casa con el coche de su madre. Le dijo a su hermano, Chris, que iba a practicar tiro al blanco. Barbaro llegó a la escuela secundaria Olean aproximadamente a las 2:50 p. m. Después de dejar el coche, entró en el edificio de la escuela por una entrada lateral abierta y se dirigió al tercer piso donde hizo estallar una botella de coca cola llena de gasolina y una mecha. Al no poder abrir la puerta cerrada de la sala del consejo estudiantil, Barbaro disparó a la cerradura, entró en la sala del consejo estudiantil y cerró la puerta. En ese momento, un equipo de conserjes formado por 12 personas realizaba tareas rutinarias de mantenimiento en el sótano de la escuela. Cuando oyeron sonar la alarma de incendios, el superintendente envió a Earl Metcalf para ver cuál era el problema en la tercera planta. Se encontró con Joe Kosidlo, el conserje de la tercera planta, que le pidió que desalojara el edificio porque creía haber oído disparos. El Sr. Metcalf no hizo caso y se dirigió al lugar donde había oído el ruido. Anthony Barbaro se enfrentó entonces a Earl Metcalf. Al ver a Metcalf a través de la ventana de cristal de la sala del consejo estudiantil, abrió la puerta, le disparó y lo mató. Barbaro se posicionó entonces en la sala del consejo estudiantil en el tercer piso de la escuela. Allí empezó a disparar a la gente que se encontraba fuera de la escuela.
Los camiones de bomberos empezaron a responder a la alarma de incendio, después la policía local y por último la policía del Estado de Nueva York. En ese momento no había alumnos y sólo se encontraban en la escuela el director Louis Nicol, las secretarias, la oficina comercial, el personal de mantenimiento y los conserjes. Todos menos la secretaria del director se dirigieron inmediatamente a la sala de calderas situada en la parte trasera de la escuela. A las 5:20 p. m., agentes de la policía local y estatal rodeaban el edificio escolar. y un tanque de la Guardia Nacional había llegado para retirar a las víctimas heridas. Antes de que cayera la noche, dos agentes de la Policía Estatal de Nueva York entraron en la escuela y lanzaron granadas de gas lacrimógeno en la sala del consejo de estudiantes, donde encontraron a Barbaro inconsciente dentro de la sala con una máscara antigás defectuosa. fue colocado en una camilla y trasladado en ambulancia al hospital, donde fue examinado y, al no sufrir lesiones, fue trasladado a la cárcel de la ciudad de Olean.
Según la policía, Barbaro había efectuado 31 disparos. Tres personas murieron en el tiroteo y otras once resultaron heridas. Los muertos fueron Earl Metcalf, Neal Pilon y Carmen Wright Drayton, embarazada de seis meses. Earl Metcalf, de 62 años, murió dentro del edificio de la escuela, mientras que Neal Pilon, empleado de Columbia Gas Co. de 58 años, recibió un disparo mientras cruzaba la calle fuera de la escuela. Carmen Wright, de 25 años, recibió un disparo en la cabeza dentro de su coche cuando pasaba por delante de la escuela. Tanto Pilon como Wright fueron declarados "muertos a su llegada" al Hospital General de Olean. Siete personas sobrevivieron al tiroteo con heridas de bala, mientras que otras cuatro resultaron heridas por fragmentos de vidrio que salieron volando. Ocho de las víctimas heridas eran bomberos de la ciudad de Olean que respondían a una denuncia de incendio de la escuela. En el momento del tiroteo, el colegio estaba cerrado por vacaciones de Navidad.

## Perpetrador y motivos
El autor del tiroteo fue Anthony F. Barbaro, de 17 años (9 de septiembre de 1957 - 1 de noviembre de 1975), residente de Olean de toda la vida. Había estudiado en la escuela Olean, donde fue alumno de honor y tirador estrella en el equipo de rifle de su escuela. Obtuvo la octava mejor puntuación académica de su clase y en febrero de 1974 ingresó en la Sociedad Nacional de Honor. También había ganado una beca Regents ese diciembre. Quienes conocieron a Barbaro lo recuerdan como una persona callada, y su director de escuela lo describió como "muy solitario". Louis Nicol, ex director del instituto de Olean y presente en el edificio en el momento del tiroteo, dijo que Barbaro destacaba en los estudios y no causaba problemas disciplinarios en el instituto. Barbaro vivía en Olean, Nueva York, con sus padres y sus tres hermanos menores: su hermana Cecile y sus hermanos Steven y Chris. Su padre era ejecutivo de una empresa manufacturera de éxito, mientras que Anthony trabajaba con su madre en un restaurante local de comida rápida. Barbaro también había mostrado interés por la ingeniería y esperaba convertirse en científico.
La policía no encontró motivos aparentes para que Barbaro cometiera sus crímenes. Un compañero de Barbaro en el equipo de rifle de la escuela recuerda que Barbaro había hablado de querer "asaltar" la armería de Olean y participar en un enfrentamiento policial.
Barbaro acababa de hacer una prueba para el equipo de bolos, pero no se clasificó.
En una nota en la que explicaba sus motivos, Barbaro escribió:
Supongo que quería matar a la persona que más odio, a mí mismo, pero no tuve el valor. Quería morir, pero no podía hacerlo, así que tuve que conseguir a alguien que lo hiciera por mí. No funcionó.

## Secuelas
El 31 de diciembre de 1974, Anthony Barbaro fue procesado por tres cargos de asesinato en segundo grado, seis cargos de agresión en primer grado y cinco cargos de imprudencia temeraria en primer grado. Barbaro se encontraba entonces detenido sin fianza en la cárcel de la ciudad de Olean. Tras el tiroteo, la policía encontró en el dormitorio de Barbaro bombas de humo caseras, así como botellas de gasolina y vidrio y bombonas de propano vacías. La policía también encontró, en el dormitorio de Barbaro, recetas de bombas y un diario en el que se detallaban sus planes para el tiroteo. En abril de 1975, se declaró inocente por motivos de demencia, pero dos psiquiatras designados por el tribunal lo declararon competente para ser juzgado. Barbaro fue trasladado poco después de la cárcel de la ciudad de Olean a la cárcel del condado de Cattaraugus, en Little Valley. El 21 de octubre de 1975, se reunió un gran jurado para el juicio de Barbaro en el edificio municipal de Olean.
El 27 de octubre, el abogado defensor Vincent E. Doyle, Jr. presentó su testimonio en una vista preliminar, afirmando que Barbaro padecía una "enfermedad mental grave y arraigada que impedía su condena . El 1 de noviembre de 1975, Barbaro se ahorcó con una sábana en su celda de la cárcel del condado de Cattaraugus. Barbaro había escrito tres notas de suicidio que se encontraron en la cama de su celda. Una nota iba dirigida a su familia, otra a una mujer con la que mantenía correspondencia en prisión y la tercera "a quien corresponda".
La tercera nota decía:
La gente no tiene miedo a morir; es sólo cómo mueren. Yo no temo a la muerte, sino al dolor. Pero nada más. Me arrepiento de la comida que nunca probaré, de la música que nunca oiré, de los sitios que nunca veré, de los logros que nunca alcanzaré, en otras palabras, me arrepiento de mi vida. Algunos se preguntarán siempre: "¿Por qué?" No lo sé, nadie lo sabrá. Lo que ha sido, no se puede cambiar. Lo lamento. Termina como empezó; en mitad de la noche, alguien podría pensar que es egoísta o cobarde quitarse la vida. Tal vez sea así, pero es la única elección libre que tengo. Tal y como yo lo veo, pierdo de cualquier manera. Si me declaran inocente, no sobreviviré al dolor que he causado: mi culpa. Si me condenan, no sobreviviré al castigo mental y físico de mi vida en prisión.

## Víctimas heridas
Un total de once personas sobrevivieron al tiroteo con heridas.
- Albert J. Abdo, 37 — Olean
- Wayne L. Dutton — Hinsdale
- Hijo de Wayne Dutton — Hinsdale
- Herbert Van Elmore, 43 — Olean
- William Robert Fromme, 35 — Olean
- David A. Grosse, 28 — Olean
- Capitán Raymond C. Limerick, 40 — Olean
- Joseph John Snopkowski, 55 — Olean
- Earl R. Weidt, 23 — Olean
- George H. Williams — Olean
- Julius A. Wright, 12 — Portville